# نيص ذو هلب شوكي
نيص ذو هُلْب شوكي أو شطموس (الاسم العلمي chaetomys)، حيوان لبون قاضم وحيد الجنس والنوع من فصيلة الشهيميات موطنه البرازيل. طوله نحو 50 سم وذنبه 2.5. رأسه غليظ مفلطح. ذلقومه مقطوم. خنابتاه مفرطشتان عيناه وأنذاه صغيرة. جرامزه معتدلة القد. أظافره قوية حادة. ذنبه كاسي القاعدة، حرشني الباقي، لا أخاذ. شعره هلبي هدبي نحتاز يتخلله شوق قصير كامسال ينفضه عد الدفاع عن النفس. يألف الغابات والأحراج والمراعي الحقول. يسرح في الليل. يتسلق الأشار قوته المواد النباتية على أختلافها.